# اما کرمر
اما کرمر (انگلیسی: Emma Kremer؛ زادهٔ ۲۸ ژوئیهٔ ۲۰۰۰) بازیکن فوتبال اهل لوکزامبورگ است.
او همچنین در تیم ملی فوتبال Luxembourg بازی کرده‌است.